# Paíto
Paíto, egentligen Martinho Martins Mukana, född 5 juli 1982 i Maputo i Moçambique, är en moçambikisk fotbollsspelare som senast spelade för grekiska Skoda Xanthi FC. Dit kom han 2012 från rumänska FC Vaslui. Han har även representerat portugisiska Sporting Lissabon samt SC Braga där han var på lån från spanska RCD Mallorca.
Paíto påbörjade sin proffskarriär 2003 i den portugisiska klubben Sporting Lissabon. Han fick oftast vara med i startelvan men hotade lämna klubben efter en konflikt med lagkamraten Cristiano Ronaldo. Han stannade dock kvar och fick under de två säsongerna hos klubben varierande mängder speltid på sin favoritposition som vänsterback. Sitt enda mål för klubben gjorde han i 3-3-matchen mot Benfica i Portugisiska cupen. Efter att Sporting under januari 2006 lånat in Marco Caneira från Valencia så blev Paíto överflödig och lånades ut till Vitória resten av säsongen. Väl där var han given i startelvan och gjorde 16 matcher. 
Efter säsongen så köptes Paíto av spanska RCD Mallorca, men återvände direkt till Portugal och den här gången till SC Braga, dit han blev utlånad. Mallorca släppte Paíto sommaren 2007 och en övergång till FC Sion blev av.
Efter tre starka år i schweiz så valde Paíto att gå vidare till ligakonkurrenten Neuchâtel Xamax FC.

## Landslagskarriär
Paíto fick spela för Portugals U21-herrlandslag i fotboll men valde att byta nationalitet för att få spela för Moçambique. Med Moçambique spelade han under kvalet till VM 2006 och 2010 samt i kvalet till Afrikanska mästerskapet 2008.